# Машков, Владимир Иванович
Влади́мир Ива́нович Машко́в (2 февраля 1907 — 28 февраля 2001) — церковный звонарь, один из немногих представителей этого искусства в советское время.

## Биография
Происходил из семьи безземельного крестьянина села Большое Алексеевское Коломенского уезда Глебовской волости. Отец Машкова в 11 лет приехал в Москву, работал «мальчиком», чистил служащим ботинки, затем закончил бухгалтерские курсы и стал счетоводом, а в дальнейшем известным купцом, долгие годы ведавшим продовольственным снабжением МХАТ.
По рассказу самого Машкова, интерес к колоколам появился у него в раннем детстве:
«Когда мне было 4 года, я со своей няней поднялся впервые на колокольню в подмосковном дачном поселке Клязьма. Няня ударила в колокол, а я испугался и заплакал. Второе мое посещение колокольни было в храме Ивана Великого в Кремле. Третий раз я оказался на колокольне в Елохове, где мы были прихожанами. Я влюбился в колокола».
С 1920 года в течение десяти лет отрок Владимир звонил на колокольне Елоховского собора, совсем рядом с которым, на Новой Басманной улице, он жил вместе с родителями. На протяжении двух месяцев он также был посошником патриарха Тихона. В 1930-е гг. колокольный звон был запрещён, и Машков работал чертежником, конструктором.
После окончания Великой Отечественной войны, когда звон в храмах разрешили, Машков стал звонарём Преображенского собора на Преображенской площади в Москве и работал в нём до 1964 г., когда собор был разрушен. После этого Машков некоторое время звонил в храме Апостолов Петра и Павла на Солдатской улице в Лефортове, а в ноябре того же года был приглашён звонарём в Новодевичий монастырь, где проработал более 30 лет. Принимал участие в отборе колоколов для восстановленного Храма Христа Спасителя.
Серьезных аудио- и видео-записей его звонов не сохранилось, остались лишь разрозненные фрагменты.

## Награды
Награждён Орденом Сергия Радонежского III степени и орденом Святого Благоверного князя Александра Невского.